# Longin Arabski
Longin Arabski (ur. 15 marca 1917 w Armawirze, zm. 22 października 1996 w Warszawie) – działacz partyjny okresu Polskiej Rzeczypospolitej Ludowej.

## Życiorys
Syn Pawła i Anny z domu Kalinowska. Od 1945 do 1946 pracował jako stolarz na stacji kolejowej w Krzyżu, a do 1948 jako modelarz w Zakładach Naprawczych Taboru Kolejowego we Wrocławiu, gdzie był jednocześnie sekretarzem koła Polskiej Partii Robotniczej (członek PPR od 1946). W 1948 wstąpił do Polskiej Zjednoczonej Partii Robotniczej. 
Był m.in. kierownikiem Wydziału Komunikacji Komitetu Wojewódzkiego PZPR we Wrocławiu. W latach 1952–1953 był zastępcą szefa Zarządu Politycznego przy Ministerstwie Komunikacji. W 1953 został Kierownikiem Sektora Kolejowego Komitetu Centralnego PZPR. Od 1959 do 1966 I sekretarz Komitetu Dzielnicowego Warszawa Praga-Południe, a od 1964 do 1968 członek Komitetu Centralnego PZPR. W latach 1967–1971 pełnił funkcję ambasadora PRL w Syrii.
Pochowany na cmentarzu Komunalnym Północnym w Warszawie.

## Odznaczenia
- Krzyż Kawalerski Orderu Odrodzenia Polski[3]
- Medal 10-lecia Polski Ludowej[3]
- Złoty Krzyż Zasługi[3]
- Złota odznaka honorowa „Za Zasługi dla Warszawy” (1964)[4]